# Flaga Rodezji
Flaga Rodezji – jeden z byłych symboli państwowych Rodezji.

## Opis
Flaga składała się z trzech równej szerokości pasów: zielonego, białego i zielonego. Na białym pasie znajdował się herb państwa stanowiący 3/5 jego wysokości. Flaga została wprowadzona 11 listopada 1968 w trzecią rocznicę niepodległości Rodezji. Jej używania zaprzestano w 1979 r. po przekształceniu państwa w Zimbabwe Rodezję. Przedtem (od 1964) używano błękitnej flagi z Union Jackiem w kantonie i mniejszą wersją godła w prawym dolnym rogu. Została ona przywrócona 12 grudnia 1979, kiedy kraj stał się ponownie brytyjską kolonią. Została zastąpiona flagą Zimbabwe 17 kwietnia 1980.

## Sztandary osób rządzących

Sztandar gubernatora Rodezji Południowej w latach 1923–1951
Sztandar gubernatora Rodezji Południowej w latach 1951–1952
Sztandar gubernatora Rodezji Południowej w latach 1952–1965 (de jure do 1970)
Sztandar prezydenta Rodezji w latach 1970–1979
Sztandar premiera Zimbabwe Rodezji z 1979 roku

## Flagi wojskowe

Flaga armii Rodezji w latach 1970–1980
Flaga królewskich sił powietrznych Federacji Rodezji i Niasy w latach 1953–1963
Flaga królewskich sił powietrznych Rodezji w latach 1964–1968
Flaga sił powietrznych Rodezji w latach 1970–1979
Flaga sił powietrznych Zimbabwe Rodezji z 1979 roku

## Flagi państwowe

Flaga Rodezji Południowej w latach 1923–1953 oraz 1979–1980
Flaga Federacji Rodezji i Niasy w latach 1953–1963
Flaga Rodezji w latach 1964–1968
Flaga Rodezji w latach 1968–1979
Flaga Zimbabwe Rodezji z 1979 roku